# Senato (Filippine)
Il Senato (in filippino: Senado) è la camera alta (Mataas na Kapulungan) del Congresso delle Filippine e si affianca alla Camera dei rappresentanti, che costituisce la camera bassa; entrambe le assemblee detengono il potere legislativo. Annovera 24 componenti, eletti all'interno di un collegio unico nazionale tramite scrutinio maggioritario plurinominale.
Esso è stato istituito, nella sua forma giuridica attuale, dall’Art. VI della Costituzione delle Filippine, nel 1987.
Un Senatore ricopre la posizione per una durata di 6 anni, con la metà dei senatori eletti ogni tre anni per poter garantire il mantenimento di un organo continuo. Quando il Senato fu ri-instaurato dalla Costituzione del 1987, i 24 senatori eletti in quell'anno ricoprirono la propria carica sino al 1992. Nel 1992 i primi 12 candidati a senatore con il più alto numero di voti ottennero un mandato di 6 anni sino al 1998, mentre i restanti 12 rimasero in carica sino al 1995.
Oltre a dare il proprio consenso su ogni proposta di legge, al fine di essere passata per la firma del presidente per diventare legge, il Senato è l'unico organo in grado di mettere in stato di accusa qualsiasi titolare di cariche pubbliche. L'attuale Presidente del Senato delle Filippine è Juan Miguel Zubiri, detto “Migz”.